# Буравицкий, Платон Николаевич
Платон Николаевич Буравицкий (латыш. Platons Buravickis; род. 10 мая 1989, Рига) — латвийский композитор, «один из наиболее активных и прогрессивных композиторов современной музыки в Латвии».

## Биография
Закончил Музыкальную школу имени Эмиля Дарзиня (2007) по фортепианному отделению, изучал также композицию под руководством Петериса Васкса, которого называет своим «духовным отцом». Затем окончил Латвийскую музыкальную академию имени Язепа Витола (2015) по классу композиции Селги Менце. В дальнейшем занимался в мастер-классах ведущих мировых мастеров экспериментальной и электронной музыки — Крисчена Вулфа, Ахима Борнхёфта, Дитера Мака, Эда Беннетта и других. Преподавал в школах и музыкальных школах Риги и Елгавы, работал также на судоремонтном заводе и заводе железобетонных конструкций.
Уже в 2009 году выступление Буравицкого открывало ведущий латвийский фестиваль экспериментальной музыки «Лес звуков». Среди других международных проектов, в рамках которых звучали произведения Буравицкого, — Международный фестиваль искусств «От авангарда до наших дней» в Санкт-Петербурге. В 2021 году на первом фестивале «Дни балтийской музыки», проведённом онлайн из-за пандемии COVID-19, произведение Буравицкого «Границы безопасности» прозвучало на концерте открытия, проведённом в Тарту на фабрике окон.
Член Союза композиторов Латвии с 2015 года. В 2019 году Буравицкий стал одним из 12 композиторов Латвии, чьи фотографии вошли в календарь, выпущенный к 100-летию Латвийской музыкальной академии.

## Творчество
Работы Буравицкого могут лежать как в области академического авангарда, так и в области электроакустической музыки, или же на их пересечении (например, Буравицкому принадлежит переложение для камерного оркестра и двух вокалистов альбома группы «Мастерская реставрации небывалых ощущений» «Кунцендорф и Осендовскис» (1984), исполненное в 2019 году оркестром Sinfonietta Rīga под управлением Нормунда Шне). Синтез высокой и массовой музыки является одной из творческих задач Буравицкого: по его словам, музыка, которую он хочет создавать, «может исполняться где угодно. В зале Большой гильдии, на улице, на заброшенном заводе, в общественном туалете. Эта музыка должна объединить субкультуры и соответственно мир».
По мнению музыкального критика Арманда Знотиньша,
Платон Буравицкий — композитор-биолог. Композитор-программист. Композитор — социальный антрополог. Но, возможно, прежде всего — композитор-архитектор. В этом одна из главных причин особой индивидуальности, а иногда и обезоруживающей привлекательности творчества Буравицкого: эта музыка действует тактильно, и в ней нащупывается не только взаиморазличная фактура стекла, бетона или гранита, но и живая человеческая кожа, изгибы, ложбины и тепло человеческого тела.
Среди других работ Буравицкого — музыкальное сопровождение для старых немых фильмов: для фильма «Наконец в безопасности» (1923) им была написана оркестровая партитура, тогда как музыку к фильму «Броненосец Потёмкин» (1925) композитор исполнил сам, пользуясь различными электромузыкальными инструментами. В 2017 году Буравицкий написал саундтрек к экспериментальному аудиовизуальному проекту «Звук, который мы видим: Рига». Буравицкий также сотрудничал с поэтами, читающими свои стихи под его музыкальную импровизацию, в рамках рижских фестивалей «Кровь поэта» и «Поэзия без границ».